# Coupe d'Europe des nations d'athlétisme en salle
La coupe d'Europe des nations d'athlétisme en salle est une ancienne compétition d'athlétisme par équipes regroupant les huit meilleures équipes d'athlétisme (masculines et féminines) du continent. Elle est disputée pour la première fois en 2003 et pour la dernière fois en 2008.

## Règles
Les compétitions féminines et masculines sont distinctes. La compétition se déroule, en règle générale, sur une journée. Chaque pays présente un participant à chacune des épreuves.
Le concurrent placé premier fait remporter 9 points à son pays, celui classé second 7 points et ainsi de suite jusqu'au dernier qui ne récolte qu'un point. En cas d'ex æquo (notamment pour les concours), les points attribués aux places occupées par les ex æquo sont équitablement partagés. Un concurrent disqualifié pour une épreuve ou éliminé à un concours sans réussir de marque valable, ne fait récolter aucun point.

## Liste des épreuves
En 2008, les épreuves sont les suivantes:
| - 60 m - 400 m - 800 m | - 1 500 m - 3 000 m - 60 m haies | - Saut en hauteur (F) - Saut en longueur (F) - Triple saut (H) | - Saut à la perche (H) - Lancer du poids (F) - Relais 800 m - 600 m - 400 m - 200 m |

## Palmarès femmes
| Édition | Dates      | Lieu    | Vainqueur |
| ------- | ---------- | ------- | --------- |
| 2003    | 15 février | Leipzig | Russie    |
| 2004    | 14 février | Leipzig | Russie    |
| 2006    | 5 mars     | Liévin  | Russie    |
| 2008    | 16 février | Moscou  | Russie    |

## Palmarès hommes
| Édition | Dates      | Lieu    | Vainqueur |
| ------- | ---------- | ------- | --------- |
| 2003    | 15 février | Leipzig | Espagne   |
| 2004    | 14 février | Leipzig | France    |
| 2006    | 5 mars     | Liévin  | France    |
| 2008    | 16 février | Moscou  | Russie    |